# ناجي غازي مورسين
ناجي غازي مرسين (مواليد 1963) هو لاعب حواجز عراقي. شارك في سباق 110 متر حواجز رجال في دورة الالعاب الاولمبية الصيفية عام 1988.